# بخش گواتراشه
بخش گواتراشه (به اسپانیایی: Departamento Guatraché) یک منطقهٔ مسکونی در آرژانتین است که در استان لا پامپا واقع شده‌است.